# 羽様西崕
羽様 西崕（はざま せいがい、1811年 - 1878年）は、日本の画家。礀西崕とも。名は師古、字は不欺。
小田海僊に師事し南画を学んだ。
弟子には松下村塾出身の松浦松洞などがいる。
墓は金沙山広雲寺にある。

## 参考サイト
- 礀西涯とは - コトバンク

| スタブアイコン | サブスタブ | この項目は、まだ閲覧者の調べものの参照としては役立たない、人物に関連した書きかけの項目です。この項目を加筆・訂正などしてくださる協力者を求めています（P:人物伝/PJ:人物伝）。 |